# Thyas regina
Thyas regina är en fjärilsart som beskrevs av Embrik Strand 1914. Thyas regina ingår i släktet Thyas och familjen nattflyn. Inga underarter finns listade i Catalogue of Life.